# Connessione (informatica)
Il termine connessione, nell'informatica e nelle telecomunicazioni  assume diversi significati in base al contesto in cui viene usato.

## Connessione hardware
Un tipo di connessione comunemente utilizzata per mettere in collegamento tra loro due o più apparecchiature elettroniche attraverso un'interfaccia e dei mezzi trasmissivi su entrambi i dispositivi.
Il mezzo più usato per stabilire la connessione è tipicamente il cavo elettrico fornito di connettori alle estremità. Esistono diversi tipi di cavo, ciascuno, progettato per un determinato standard di trasmissione dati (seriale, parallelo). Oltre al cavo elettrico è possibile effettuare una connessione anche tramite fibre ottiche oppure wireless tramite onde radio e radiazioni infrarosse (IrDA). I collegamenti di connessione possono essere seriali o paralleli.

## Connessioni di rete
Le connessioni di rete sono invece connessioni logiche e/o fisiche tra terminali di una rete ovvero collegamenti verso l'esterno e non verso gli elementi hardware interni del medesimo computer o apparato elettronico per l'espletamento di un certo servizio quale ad esempio una comunicazione vocale tra utenti o una comunicazione dati. Tipicamente la connessione consiste nell'accesso alla rete e alla commutazione fino alla destinazione desiderata realizzata attraverso la rispettiva rete di accesso in ingresso che fornisce connettività verso la rete di trasporto che a sua volta instrada in uscita verso la rete di accesso della destinazione finale desiderata.
Queste tipologie di connessioni avvengono attraverso fasi distinte tra loro comprendenti la fase di instaurazione, espletamento del servizio di comunicazione tra utenti o apparati di rete (sessione) ed infine l'abbattimento della connessione. Queste connessioni possono fisicamente realizzarsi sia in maniera wireless sia in maniera cablata.
In generale in tale ambito il termine connessione fa riferimento sempre e comunque ad un riservamento di risorse di rete (di trasmissione, elaborazione e memorizzazione) da dedicare per tutta la durata dell'espletamento del servizio di comunicazione tra due o più utenti attraverso la rete stessa; tuttavia mentre vi è quasi sempre un riservamento di risorse di elaborazione e memorizzazione agli estremi del canale di comunicazione ovvero tra i terminali in comunicazione tra loro (fanno eccezione le comunicazioni tramite il protocollo UDP), non sempre vi è riservamento di risorse dedicate alla trasmissione ovvero un circuito fisso dedicato come accade ad esempio nella commutazione di pacchetto delle reti dati rispetto invece alla classica commutazione di circuito della rete telefonica.
Tipicamente sono connessioni di rete:

### Connessione telefonica
Una connessione telefonica rappresenta il collegamento fisico tra due terminali o telefoni (il chiamante e il destinatario) messo in atto per poter usufruire del servizio della chiamata telefonica attraverso la rete telefonica. Tale connessione ha quindi l'importante compito di instaurare un circuito fisso e dedicato ovvero una commutazione di circuito tra i terminali attraverso la rete per soddisfare i requisiti di qualità di servizio imposti da tale tipo di servizio ovvero da una comunicazione real-time tra utenti. Nel dettaglio la connessione comincia con la fase dell'instaurazione ovvero con il sollevamento della cornetta dell'apparecchio telefonico che segnala alla rete la richiesta di servizio da parte dell'utente, la rete verifica a sua volta la disponibilità di risorse interne di commutazione disponibili o meno attraverso il segnale di libero o occupato di linea, l'utente compone il numero telefonico del destinatario ed il protocollo ST7 instaura il circuito fisso dedicato tra nodi della rete fino al destinatario. Durante l'intera durata della connessione le risorse di rete sono assegnate in maniera statica all'espletamento del servizio richiesto ovvero preassegnate. Una volta realizzata la connessione si può procedere all'inoltro della comunicazione.

### Connessione Internet
In generale un computer si dice connesso ad Internet e quindi host della rete una volta che, dopo l'autenticazione col provider del servizio di connettività, ha ottenuto la configurazione IPv4 o IPv6 manualmente e staticamente da parte di un amministratore di rete oppure tramite assegnazione dinamica con DHCP, pronto ad iniziare la sua sessione di navigazione in rete sul web o ad usufruire degli altri servizi offerti dalla rete. Tale connessione è ottenuta tipicamente tramite modem, ADSL, connessioni senza fili o chiavette Internet. Spesso i computer prima di essere connessi ad Internet sono connessi tra loro in rete locale (LAN) e questa poi interlacciata ad Internet tramite un router o un gateway.
Tipicamente quindi la connessione ad Internet avviene passando attraverso la connessione al provider del servizio di connessione che prima di dare avvio alla sessione procede all'autenticazione dell'utente ed inizializza la configurazione IP del PC client. Cinque sono le tipologie di connessione: 
- Dial-up;
- xDSL;
- Powerline;
- connessione radiomobile 3G;
- Connessione a banda larga satellitare.

Una volta ottenuta la connettività a livello di rete tramite configurazione IP ed inizio sessione di navigazione, il termine connessione ad Internet diventa significato di collegamento con il web ovvero tipicamente un collegamento tra l'host client (cioè il terminale dell'utente) ed un host server, mediante strumenti e tecnologie varie, e successivo scambio di informazione attraverso la rete.
In quest'ultima tipologia di connessione, nell'accesso ad una risorsa web, non si ha commutazione di circuito bensì commutazione di pacchetto nei nodi interni di transito e durante l'intera durata della connessione, almeno per servizi comuni quali file transfer, le risorse trasmissive di rete non sono assegnate in maniera statica bensì dinamica cioè senza preassegnazione ovvero risentono delle mutevoli esigenze di traffico da smaltire in virtù di possibili più connessioni da soddisfare (fanno eccezioni la comunicazioni VOIP). Una volta realizzata la connessione tra gli estremi si può procedere alla trasmissione dei dati attraverso l'instradamento tipico a commutazione di pacchetto ovvero dinamico tramite i protocolli di routing.
Percorrendo tutti gli strati architetturali del modello TCP/IP su cui internet si basa, tale connessione, spesso etichettata come connessione software, può stabilirsi tra due programmi come ad esempio quella che si realizza tra il browser del PC client e i server della Wikimedia all'atto della consultazione delle pagine di Wikipedia. Ogni connessione ad ogni livello si basa su uno o più protocolli che instaurano una connessione ideale con lo strato omologo del sistema ricevente (nell'esempio dato, le pagine web vengono inviate con il protocollo HTTP, che a sua volta viaggia sul protocollo TCP/IP su cui si basa ogni comunicazione in internet). Tipicamente nelle reti TCP/IP, TCP realizza la connessione logica agli estremi tra host mittente e host destinatario (ad esempio un client connesso ad un server) attraverso la definizione di un socket e una procedura tipica di handshake a 3 vie, mentre a livello di rete il sottostante protocollo IP opererà con un modo di trasferimento, cioè un indirizzamento e un instradamento, tipicamente senza connessione nei nodi interni di transito della rete di trasporto. Altri protocolli di livello 2 (livello datalink) del modello ISO/OSI e dunque posti subito sotto IP possono instaurare invece una connessione tra nodi adiacenti di transito nella rete di trasporto: è il caso dei protocolli X.25, Frame Relay, ATM e MPLS a commutazione di circuito virtuale.
Nel modello ISO/OSI le funzionalità relative alla connessione di rete sono espletate all'interno del livello 5 ovvero il livello di sessione.

### Connessione radiomobile
È la connessione di tipo wireless tipica delle reti radiomobili cellulari ovvero tra terminali mobili sparsi su un territorio e stazioni radio base ovvero nell'interfaccia radio trasmissiva del sistema cellulare per usufruire dei servizi di telefonia e/o accesso alla rete Internet. In questo caso si hanno varie tipologie possibili di connessione: TACS, GSM, GPRS, EDGE, UMTS, HSPA.
In ognuna di queste varia tipicamente la politica di accesso multiplo al mezzo radio condiviso tra più utenti e lo schema tipico di modulazione. Prima di accettare una richiesta di servizio il sistema verifica la propria disponibilità ad offrire connettività in base al numero di richieste di servizio già accettate ovvero attive nel sistema e la connessione si ha per aggancio al canale di servizio. Tipicamente l'intera banda radio disponibile è frazionata tra più utenti e data la sua intrinseca limitatezza sono possibili situazioni di fuori servizio del sistema, problemi di radiopropagazione dovuti ad ambiente di propagazione radio sfavorevole in funzione della posizione del terminale mobile rispetto alla stazione radio-base di copertura e interruzioni di connessione a causa dell'handover.

### Connessioni wireless
Un ultimo tipo di connessioni sono le connessioni wireless in reti come Wi-Fi e Wi-Max oppure connessioni wireless punto-punto fisse come i ponti radio. Nei primi due casi la caratteristica di queste connessioni è di risultare a volte instabili se terminale mobile e antenna servente non sono in condizioni di linea di vista, mentre i ponti radio possono andare incontro a disservizi in relazione alle mutevoli condizioni atmosferiche di radiopropagazione in funzione anche delle frequenze radio utilizzate.
Le connessioni Wi-Fi possono essere di due tipi: connessioni a corto e lungo raggio.
La connessione a raggio lungo è una connessione che può arrivare fino anche a 1,5 chilometri di distanza ed è stata adottata solo nelle grandi aziende perché è di ultima tecnologia (Microsoft).

### Connessioni satellitari
Con tale termine si indicano le connessioni tra terminali terrestri e sistemi satellitari in orbita per la fruizione di servizi quali telefonia satellitare, internet satellitare, geolocalizzazione e navigazione satellitare (es. GPS, GLONASS), radiodiffusione e telediffusione satellitari (DVB-S) tipicamente tramite impianto d'antenna parabolica.

### Connessione remota
In ambito informatico si chiama connessione remota l'accesso remoto ad un apparato o sistema (server) da un altro sistema (client) attraverso opportuni protocolli quali telnet e SSH e software come Virtual Network Computing o il desktop remoto, utilizzati tipicamente per procedure di amministrazione di sistemi da remoto.